# EVENING RADIO JJ
EVENING RADIO JJ ～LIFE ON THE MUSIC～（イブニング・レディオ・ジェイジェイ・ライフ・オン・ザ・ミュージック）は、2007年3月までエフエム宮崎（JOY FM）で月曜から木曜の17:10-18:30に放送されていたラジオ番組。

## 内容
2006年9月28日まではEVENING RADIO JJとして落水七重（元JOYFMアナウンサー）が担当する情報番組であった。18時台にはおっち～のめろめろ三昧というコーナーも存在した。2006年10月2日にナビゲーターが佐倉涼子に代わり、音楽番組として衣替えしたが、2007年3月をもって番組は終了となった。